# Plaza Yungay
La Plaza Yungay es una histórica plaza ubicada en el poniente de la comuna de Santiago, en un barrio que nació en el siglo XIX como un barrio aristocrático y hoy es parte del mundo histórico-tradicional chileno, el Barrio Yungay. La palabra Yungay en quechua significa: Valle templado.
Su ubicación exacta está delimitada por las calles Rafael Sotomayor, Rosas, Santo Domingo y Libertad. Su superficie es de 7 862 m² equivalente a 0,79 hectáreas, con un perímetro de 360 metros. Fue construida en 1839 como un homenaje al triunfo chileno en la Batalla de Yungay, el 20 de enero de ese año, durante la Guerra contra la Confederación Perú-Boliviana. En el Barrio Yungay convergen centros culturales, universidades, teatros, organizaciones, centros políticos y museos. El barrio se encuentra ubicado entre el Barrio Brasil y el Parque Quinta Normal. Desde el año 2005 se discute un plano regulador que podría alterar su "microclima" alejado de la modernidad en la comuna de Santiago.

## Historia y desarrollo
Este barrio nace oficialmente en el siglo XIX, bajo la presidencia de Prieto, aunque muchas de sus construcciones datan del XVIII. Su importancia urbanística no reside sólo en las edificaciones; también tiene la importancia de ser la primera planificación urbana de la ciudad de Santiago después de las cuadras aledañas a la Plaza de Armas (piedra fundacional de Santiago) en el cuadrante conocido como centro histórico de Santiago de Chile.
En la plaza está el famoso monumento al roto chileno, que es un homenaje al chileno del pueblo. Se realza en esa figura criolla, la victoria chilena en la Batalla de Yungay (20 de enero de 1839) en la guerra contra la Confederación Perú-Boliviana y las expresiones culturales que caracterizan a la nación. El Barrio Yungay ha sido cuna y desarrollo de hombres, mujeres y familias que han liderado el desarrollo educacional, cultural, político e institucional del país.
Desde principios del siglo XX, y al igual que el colindante Barrio República, el Barrio Yungay comenzó a vivir un progresivo éxodo de sus habitantes, quienes se irían al oriente de Santiago de Chile. Al mismo tiempo, comenzaron a llegar nuevos habitantes quienes le han dado el sello especial por el cual este barrio es identificado. Es quizá el único sector de la comuna de Santiago Centro que no ha sido alcanzado por la renovación y progreso del plan de reconversión urbana (creado en los años 1990) y que ha convertido a su centro histórico en un lugar moderno y seguro, a diferencia de la gran mayoría de las capitales latinoamericanas. Sin embargo, es insospechado el efecto que podría traer una transformación urbana de ese tipo en un barrio de características tan peculiares históricamente.

## Monumento al Roto Chileno

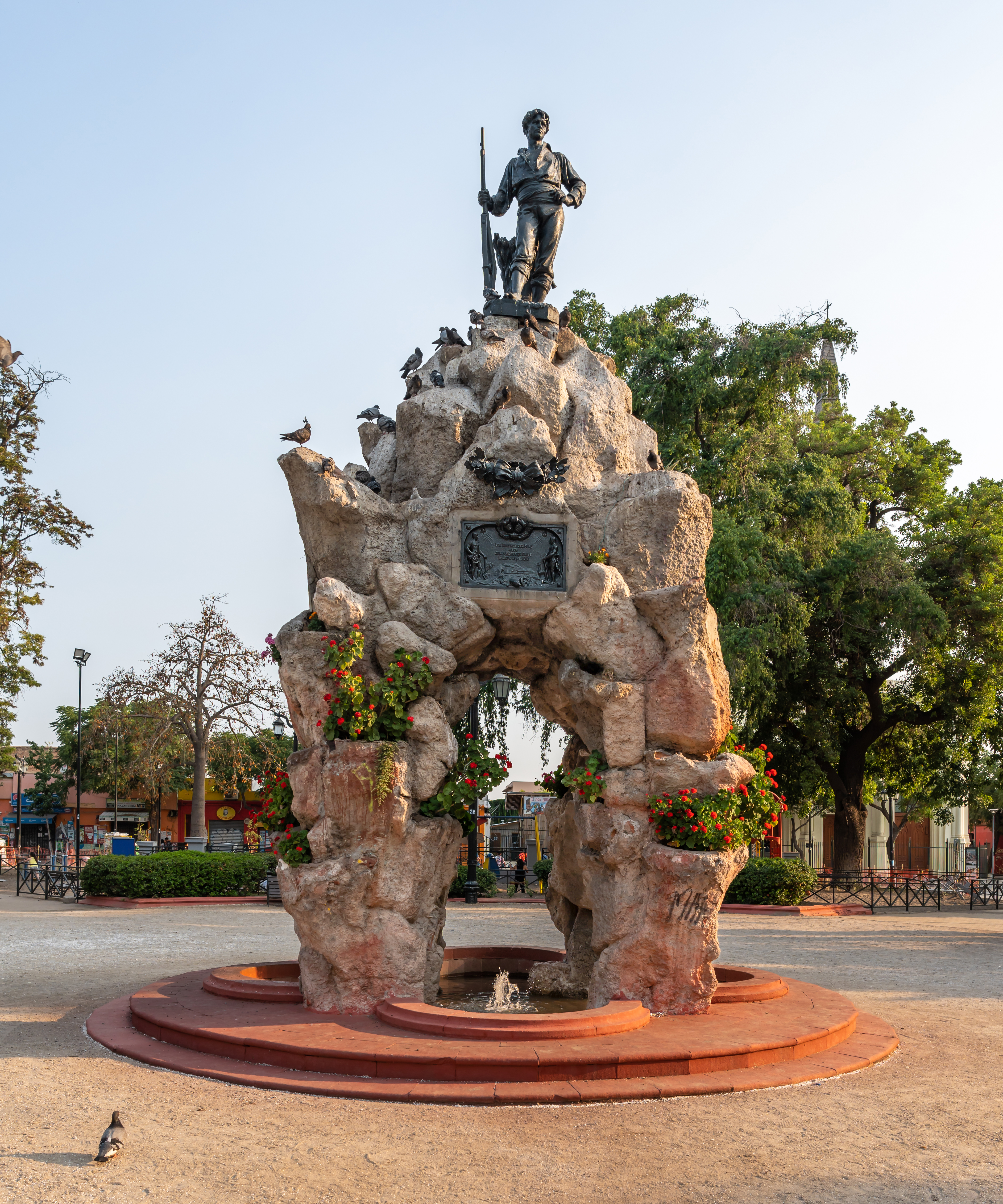
Vista hacia el Monumento al Roto Chileno.

En el centro de la plaza Yungay, y sobre el vértice de cuatro columnas que parten de la superficie de una pila, esta el monumento dedicada al valor del Roto chileno, obra del escultor chileno Virginio Arias.
La estatua es de un metro y medio de altura, y representa a un hijo del pueblo con su traje característico, con un fusil en la mano derecha y la otra sobre la cadera izquierda. Detrás de él hay una gavilla de trigo con una hoz entre mieses. Es realzada por un pedestal y una gruta artificial que en su interior contiene una pila. Destaca la actitud desdeñosa y soberbia que transmite la obra.
En su pedestal tiene la siguiente inscripción:

"Chile agradecido de sus hijos por sus virtudes cívicas i [sic] guerreras."

Fue presentada en un concurso en el Salón de Artistas Franceses en 1882, con el título de Defensor de la Patria, donde obtuvo mención honrosa.